# 二乙基锌
二乙基锌 (C2H5)2Zn, 或者简写为 DEZn, 是一种有机化合物，由锌连接两个乙基获得。这种无色的液体是一种有机化学中市售的常用试剂，它通常为正己烷，正庚烷或甲苯溶液。

## 合成
在1848年時，爱德华·弗兰克兰首先發現此化合物，是用鋅和碘乙烷製備，是第一個發現的有機鋅化合物。後來為了改進合成過程，改用二乙基汞為反應物。現在的製備方式是將一比一的碘乙烷和溴乙烷混合物和锌铜偶反應，後者是鋅和銅的合金，可以產生有反應性的鋅。

## 安全性
二乙基锌和水反应非常剧烈，且在空气暴露下易燃。使用它必须在惰性气体保护下进行。